# Mateu Garreta i Fusté
Mateu Garreta i Fusté (Prats de Lluçanès (Osona), 26 d'abril de 1866 - Reus, 24 d'abril de 1925), va ser un filòleg i catedràtic català.
Va seguir els primers 13 cursos de la carrera sacerdotal al Seminari de Vic i més tard la de filosofia i lletres a la Universitat de Barcelona, llicenciant-se el 1892. El 1893 va ser nomenat catedràtic interí de l'Institut de Manresa, on va exercir la càtedra de llatí i castellà, fins que, per supressió de l'Institut, va passar al de Barcelona en qualitat d'auxiliar interí l'any 1903. En virtut d'oposició va obtenir el primer lloc per unanimitat de vots per a la càtedra de llatí de l'Institut de Reus el 1906. va ser vicepresident de la Societat Econòmica Reusenca d'Amics del País des de 1912. També va ser vocal de diversos tribunals d'oposicions i nomenat cavaller de l'Orde del Mèrit Civil l'any 1919.
Des de 1909 va ser director de l'Institut General I Tècnic de Reus, on es va distingir pel seu zel i interès per millorar les condicions de l'ensenyament en benefici de la classe escolar. A la seva iniciativa i sacrificis es deuen les millores que a l'edifici de l'Institut es van introduir, com les aules proveïdes amb material d'ensenyament modern, el decorat de gabinets i laboratoris, la creació d'un museu d'art i l'adquisició de mobiliari i aixovar del segle xvii per decorar la sala despatx del director, igual que la instal·lació d'una nova biblioteca i sala de catedràtics. El rector de la Universitat, en oficis del 26 de novembre de 1921 i 13 de juny de 1922, el va felicitar per tantes millores en bé de l'ensenyament, i Alfons III també ho va fer quan va visitar l'Institut de Reus el maig de 1924.

## Publicacions
- Gramática elemental de lengua latina, 1r. i 2n. cursos de la que n'hi ha tres edicions (Manresa, 1893, i Barcelona, 1898 i 1907). La seva obra capital, fruit d'innombrables investigacions i d'acord amb els avanços més actuals d'aquell temps de la filologia moderna, va ser la seva Gramàtica elemental històric-comparada, de la llengua llatina (Barcelona, 1924), en què apareixen diverses etimologies fins a aquell temps desconegudes i noves hipòtesis sobre les quantitats prosòdiques, com les terceres persones de plural de pretèrit perfecte acabades amb erunt, decidint el litigi de la seva primera síl·laba llarga, encara que a steterunt i dederunt els poetes les fessin breus.